# Roger Gracie
Roger Gracie Gomes (Río de Janeiro, 26 de septiembre de 1981) es un practicante brasileño de Jiu-Jitsu (10 veces campeón del mundo) y un artista marcial mixto retirado. 
Miembro de la familia Gracie, es hijo de Reila Gracie (hija de Carlos Gracie) y Mauricio Motta Gomes. Roger recibió su cinturón negro por su primo Renzo Gracie a instancias de Carlos Gracie, Jr. mientras entrenaba en Nueva York en 2003. Actualmente es cinturón negro de cuarto grado. Roger Gracie es el fundador e instructor principal de la Academia Roger Gracie ubicada en Hammersmith, Londres, Inglaterra. Las promociones notables de cinturón negro incluyen a Raymond Stevens, Nicolas Gregoriades y Kywan Gracie Behring. Roger es ex campeón mundial de peso crucero de ONE (ahora peso semipesado).

## Vida personal
Gracie y su esposa tienen un hijo y una hija llamados Tristan y Maya.

## Registro de artes marciales mixtas
| Resultado | Registro | Oponente         | Método                                 | Evento                                 | Fecha                    | Asalto | Tiempo | Localización                            | Notas |
| --------- | -------- | ---------------- | -------------------------------------- | -------------------------------------- | ------------------------ | ------ | ------ | --------------------------------------- | ----- |
| Victoria  | 8-2      | Michał Pasternak | Rendición técnica (arm-triangle choke) | ONE: Ascent to Power                   | 6 de mayo de 2016        | 1      | 2:13   | Kallang, Singapur                       |       |
| Victoria  | 7-2      | James McSweeney  | TKO (patada frontal y golpes)          | ONE FC: Warrior's Way                  | 5 de diciembre de 2014   | 3      | 3:15   | Pasay, Filipinas                        |       |
| Derrota   | 6-2      | Tim Kennedy      | Decisión (unánime)                     | UFC 162                                | 6 de julio de 2013       | 3      | 5:00   | Las Vegas, Nevada, Estados Unidos       |       |
| Victoria  | 6-1      | Anthony Smith    | Rendición (arm-triangle choke)         | Strikeforce: Marquardt vs. Saffiedine  | 12 de enero de 2013      | 2      | 3:16   | Oklahoma City, Oklahoma, Estados Unidos |       |
| Victoria  | 5-1      | Keith Jardine    | Decisión (unánime)                     | Strikeforce: Rockhold vs. Kennedy      | 14 de julio de 2012      | 3      | 5:00   | Portland, Oregón, Estados Unidos        |       |
| Derrota   | 4-1      | Muhammed Lawal   | KO (golpes)                            | Strikeforce: Barnett vs. Kharitonov    | 10 de septiembre de 2011 | 1      | 4:33   | Cincinnati, Ohio, Estados Unidos        |       |
| Victoria  | 4-0      | Trevor Prangley  | Rendición (rear-naked choke)           | Strikeforce: Diaz vs. Cyborg           | 29 de enero de 2011      | 1      | 4:19   | San José, California, Estados Unidos    |       |
| Victoria  | 3-0      | Kevin Randleman  | Rendición (rear-naked choke)           | Strikeforce: Heavy Artillery           | 15 de mayo de 2010       | 2      | 4:10   | St. Louis, Misuri, Estados Unidos       |       |
| Victoria  | 2-0      | Yuki Kondo       | Rendición (rear-naked choke)           | World Victory Road Presents: Sengoku 2 | 18 de mayo de 2008       | 1      | 2:40   | Tokio, Japón                            |       |
| Victoria  | 1-0      | Ron Waterman     | Rendición (armbar)                     | BodogFight: USA vs. Russia             | 2 de diciembre de 2006   | 1      | 3:38   | Vancouver, Columbia Británica, Canadá   |       |